# Liste der Kulturdenkmäler in Jossgrund
Die folgende Liste enthält die in der Denkmaltopographie ausgewiesenen Kulturdenkmäler auf dem Gebiet  der Gemeinde Jossgrund, Main-Kinzig-Kreis, Hessen.
Hinweis: Die Reihenfolge der Denkmäler in dieser Liste orientiert sich zunächst an Ortsteilen und anschließend der Anschrift, alternativ ist sie auch nach der Bezeichnung, der vom Landesamt für Denkmalpflege vergebenen Nummer oder der Bauzeit sortierbar.
Kulturdenkmäler werden fortlaufend im Denkmalverzeichnis des Landes Hessen durch das Landesamt für Denkmalpflege Hessen auf Basis des Hessischen Denkmalschutzgesetzes (HDSchG) geführt. Die Schutzwürdigkeit eines Kulturdenkmals hängt nicht von der Eintragung in das Denkmalverzeichnis des Landes Hessen oder der Veröffentlichung in der Denkmaltopographie ab.

Das Vorhandensein oder Fehlen eines Objekts in dieser Liste ist keine rechtsverbindliche Auskunft darüber, ob es Kulturdenkmal ist oder nicht: Diese Liste entspricht möglicherweise nicht dem aktuellen Stand der offiziellen Denkmaltopographie. Diese ist für Hessen in den entsprechenden Bänden der Denkmaltopographie Bundesrepublik Deutschland und im Internet unter DenkXweb – Kulturdenkmäler in Hessen einsehbar. Auch diese Quellen sind, obwohl sie durch das Landesamt für Denkmalpflege Hessen aktualisiert werden, nicht immer aktuell, da es im Denkmalbestand immer wieder Änderungen gibt.
Eine verbindliche Auskunft erteilt allein das Landesamt für Denkmalpflege Hessen.
Nutze diese Kartenansicht, um Koordinaten in der Liste zu setzen. In dieser Kartenansicht sind Kulturdenkmale ohne Koordinaten mit einem roten bzw. orangen Marker dargestellt und können in der Karte gesetzt werden. Kulturdenkmale ohne Bild sind mit einem blauen bzw. roten Marker gekennzeichnet, Kulturdenkmale mit Bild mit einem grünen bzw. orangen Marker.

## Gesamtanlagen
| Bild            | Bezeichnung                             | Lage | Beschreibung | Bauzeit | Objekt-Nr. |
| --------------- | --------------------------------------- | --- | ------------ | ------- | ---------- |
| Bild gesucht BW | Gesamtanlage I, Alter Ortskern          | Burgjoss: Grundstücke in den Straßen "An der Jossa" und "Burgstraße" mit ehemaliger Burganlage und umgebender Grünflächen (Burgwiesenpark) und Bachlauf der Jossa mit 3 Sandsteinstegen Lage    |              |         | 129019 DDB |
| Bild gesucht BW | Gesamtanlage II, Waldsiedlung           | Burgjoss Lage |              |         | ‌129020 DDB |
| Bild gesucht BW | Gesamtanlage Heimatvertriebenensiedlung | Lettgenbrunn: Sudetenstraße, Bachlauf Jossa, Lindenallee Lage |              |         | 129028 DDB |
| Bild gesucht BW | Gesamtanlage I, Alter Ortskern          | Oberndorf‌: Kirche mit Friedhof und Kriegerdenkmal, Bachlauf der Jossa, Grundstücke in Deutelbacher Straße, Frankfurter Straße, Lohrerstraße, Mittelstraße, Orber Gasse und Rabenbergstraße Lage |              |         | 129032 DDB |

## Kulturdenkmäler nach Ortsteilen

### Burgjoß
| Bild                     | Bezeichnung                  | Lage                                                 | Beschreibung | Bauzeit                | Objekt-Nr. |
| ------------------------ | ---------------------------- | ---------------------------------------------------- | ------------ | ---------------------- | ---------- |
| Bild gesucht BW          |                              | An der Jossa 13 LageFlur: 4, Flurstück: 99           |              | 1812                   | 129022 DDB |
| Bild gesucht BW          | Spritzen- und Backhaus       | Brunnenweg 9 und 22 LageFlur: 4, Flurstück: 57       |              | 19./20. Jh.            | 129023 DDB |
| weitere Bilder           | Ehemalige Wasserburg         | Burgstraße 5 LageFlur: 4, Flurstück: 8               |              | 12. Jh.                | 128146 DDB |
| Bild gesucht BW          | Ehemalige Mainzische Amtshof | Burgstraße 22 LageFlur: 4, Flurstück: 26             |              | 16. Jh.                | 129024 DDB |
| Bild gesucht BW          | Ehemaliges Forsthaus         | Burgstraße 36 LageFlur: 3, Flurstück: 24/3           |              | Nach 1814              | 128145 DDB |
| Bild gesucht BW          | „Schafhof“                   | Georg-Hartmann-Straße 7 LageFlur: 1, Flurstück: 84/1 |              | 20. Jh.                | 129025 DDB |
| Bild gesucht BW          | Sandsteinstege               | Jossa (Gew II) LageFlur: 4, Flurstück: 95            |              | 1806                   | 128147 DDB |
| Bild gesucht BW          |                              | Kapellenweg 1 LageFlur: 4, Flurstück: 37             |              | 19. Jh.                | 129026 DDB |
| Bild gesucht BW          | Bildstock                    | Orber Grund Lei L 3199 Lage                          |              | 1849                   | 129021 DDB |
| Meilenstein/Stundensäule | Meilenstein/Stundensäule     | Sommerleite LageFlur: 6, Flurstück: 21               |              | Zwischen 1862 und 1866 | 128148 DDB |
| Bild gesucht BW          |                              | Waldsiedlung 1 LageFlur: 1, Flurstück: 4             |              | 1936/38                | 129027 DDB |
| Bild gesucht BW          |                              | Waldsiedlung 8 LageFlur: 1, Flurstück: 11            |              | 1936/38                | 129027 DDB |

### Lettgenbrunn
| Bild            | Bezeichnung                    | Lage                                                                            | Beschreibung                            | Bauzeit                                               | Objekt-Nr. |
| --------------- | ------------------------------ | ------------------------------------------------------------------------------- | --------------------------------------- | ----------------------------------------------------- | ---------- |
| weitere Bilder  | Katholische Kirche St. Jakobus | Sudetenstraße/Breslauer Straße LageFlur: 8, Flurstück: 65, 66, 67               |                                         | 1953/54                                               | 129029 DDB |
| Bild gesucht BW |                                | Sudetenstraße 38 LageFlur: 8, Flurstück: 60/1                                   |                                         |                                                       | 129030 DDB |
| Bild gesucht BW |                                | Sudetenstraße 40 LageFlur: 8, Flurstück: 57/1                                   |                                         |                                                       | 129031 DDB |
| weitere Bilder  | Burgruine Beilstein            | Ostpreußenstraße, Zwischen Lettgenbrunn und Villbach LageFlur: 18, Flurstück: 3 | Reste einer Höhenburg auf dem Beilstein | Zwischen 1313 (Orb an Kurmainz) und 1343 (urkundlich) | 128149 DDB |

### Oberndorf
| Bild            | Bezeichnung                             | Lage | Beschreibung                                                            | Bauzeit            | Objekt-Nr. |
| --------------- | --------------------------------------- | --- | ----------------------------------------------------------------------- | ------------------ | ---------- |
| Bild gesucht BW |                                         | Deutelbacher Straße 1 LageFlur: 2, Flurstück: 141/1                                                           |                                                                         | 1902               | 129035 DDB |
| Bild gesucht BW | Bildstock                               | Frankfurter Straße/Heimbuchenstraße LageFlur: 1, Flurstück: 187                                               |                                                                         | 1767               | 129036 DDB |
| Bild gesucht BW |                                         | Frankfurter Straße 2 LageFlur: 2, Flurstück: 89                                                               |                                                                         | Um 1800            | 128150 DDB |
| Bild gesucht BW | Friedhof                                | Geißgarten LageFlur: 2, Flurstück: 212                                                                        |                                                                         | Nach 1810          | 129033 DDB |
| weitere Bilder  | Katholische Kirche St. Martin, Ostteile | Martinusstraße 1, Martinusstraße 2, Martinusstraße, Geißgarten LageFlur: 2, Flurstück: 182/1, 182/2, 183, 212 |                                                                         | Ersterwähnung 1444 | 128151 DDB |
| Bild gesucht BW | Kriegerdenkmal                          | Martinusstraße 1 (unterhalb der Kirche) Lage                                                                  |                                                                         | 1920er/1955        | 129034 DDB |
| Bild gesucht BW |                                         | Martinusstraße 11 Lage                                                                                        |                                                                         |                    | 775357 DDB |
| Bild gesucht BW | Schwesternhaus                          | Orber Gasse 9 LageFlur: 2, Flurstück: 196                                                                     | ehemals Kath. Kindergarten, heute Kindertagesstätte und Familienzentrum | 1938               | 129037 DDB |

### Pfaffenhausen
| Bild            | Bezeichnung          | Lage                                          | Beschreibung | Bauzeit | Objekt-Nr. |
| --------------- | -------------------- | --------------------------------------------- | ------------ | ------- | ---------- |
| Bild gesucht BW | Steinkreuz Bildstock | Am Stein LageFlur: 1, Flurstück: 15           |              | 17. Jh. | 128152 DDB |
| Bild gesucht BW | Bildstock            | Jossastraße 32 LageFlur: 1, Flurstück: 122    |              | 19. Jh. | 129039 DDB |
| Bild gesucht BW | Forsthof             | Kalbacherstraße 12 LageFlur: 2, Flurstück: 48 |              | 19. Jh. | 129038 DDB |